# Kaschif al-Ghita
Scheich Ǧaʿfar Kāšif al-Ġiṭāʾ (persisch جعفر کاشف‌الغطا; arabisch جعفر كاشف الغطاء; * um 1751; † 1812 oder 1813) war ein imamitischer Rechtsgelehrter und Theologe aus der schiitischen heiligen Stadt Nadschaf im südlichen Irak.
Kaschif al-Ghita war der Gründer einer Familie schiitischer Ulama und Mudschtahidun. Seine Söhne waren Scheich Musa ibn Dschafar (1766–1827), Scheich Ali ibn Dschafar (gest. 1837) und Scheich Hasan ibn Dschafar (1776–1848).
Er war einer der berühmtesten Schüler Wahid Bihbihanis (1706–1792) in Kerbela, von dem er eine Lehrerlaubnis (idschaza) erhielt, und Schüler von Bahr ul-Ulum (1743–1798) in Nadschaf.
Kaschif al-Ghita führte in Nadschaf den Widerstand während der Belagerung durch die Wahhabiten im Jahr 1805 an und war an einen blutigen Konflikt zwischen zwei Fraktionen der Bewohner seiner Heimatstadt beteiligt, was zu einer über ein Jahrhundert anhaltenden Fehde führte.
Er ist Verfasser zahlreicher Werke.

## Kaschf al-Ghita
Sein berühmtestes Werk ist sein fiqh (islamische Jurisprudenz) -Textbuch Kaschf al-Ghita ("Das Wegziehen der Hülle") zur Widerlegung des Achbarismus, nach dem der Verfasser selbst betitelt ist.
In dem um 1809 verfassten Werk führte er nach Heinz Halm aus, dass im Falle der Abwesenheit des Imams die Mudschtahids – genauer: der beste (afḍal) von ihnen – das Recht hätten, zum Dschihad auszurufen.
Er ermächtige Fath Ali Schah, den Dschihad „gegen die Russen zu führen und den Beuteanteil des Imams zum Nutzen der Muslime zu verwenden“:

„Da ich ein Muǧtahid bin und einer von denen, die in Anspruch nehmen können, der Agent des Herrn der Zeit (d.h. des Imams) zu sein, gestatte ich dem Sultan … Fatḥ ʿAlī Šāh, zu nehmen, was für die Ausrüstung von Soldaten und Armeen notwendig ist, und es zur Vertreibung der Ungläubigen, Rebellen und Apostaten zu verwenden.“